# 洪新富
洪新富（1967年—），臺灣國際級紙雕大師
、紙藝師，世界新聞專科學校印刷攝影科畢業，從事紙藝創作三十餘年，創作不少紙藝作品。

## 經歷
- 扶風文化事業負責人
- 洪新富紙藝研究室負責人
- 中華紙藝協會創辦人
- 財團法人糖葫蘆文教基金會董事

## 作品
- 2021年以愛迪達經典鞋款做成台灣石虎、梅花鹿和黑熊展覽[4]
- 2021年新北市政府犇騰小提燈[5]
- 2022年桃園燈會虎年小提燈年[6]

## 得獎
- 中華民國第41屆十大傑出青年[7]
- 2021年，洪新富的《立體書創作手冊》獲得美國可動書協會「梅根多佛獎」[8]

## 相關
- 剪紙
- 摺紙